# Paul Perquer
Paul Perquer (Le Havre, 3 de outubro de 1859 — data de morte desconhecida) foi um velejador francês, campeão olímpico. Ele competiu nas provas de classe 10 – 20 t realizadas nos Jogos Olímpicos de Verão de 1900 e conquistou a medalha de ouro na corrida disputada a bordo do L'Estérel ao lado de Émile Billard.